# Itauçu Esporte Clube
Itauçu Esporte Clube é um clube brasileiro de futebol da cidade de Itauçu, no estado de Goiás. Foi fundado em 31 de maio de 1986 com o nome de Associação Esportiva Itauçuense, em 2007 passou a se chamar Itauçu Esporte Clube. Em 2010, o time mudou de Ituaçu para Nerópolis e passou a se chamar Nerópolis Esporte Clube, mas voltou a cidade de origem em 2014, onde disputou a Terceira Divisão do Campeonato Goiano.

## História
O time iniciou sua participação oficialmente no Campeonato Goiano jogando a Terceira Divisão em 2006, com a nomenclatura de Associação Esportiva Itauçuense. A equipe sagrou-se campeã do certame, ao golear fora de casa o Tupy, de Jussara, por 3x0.
Em sua campanha para chegar ao título, o Itauçu jogou 7 vezes, tendo obtido 5 vitórias, 1 empate e 1 derrota. Seu grande destaque foi o veterano Túlio Maravilha, artilheiro da competição com 7 gols.
Entre os anos de 2007 à 2009 o clube disputou a Segunda divisão com o nome de Itauçu Esporte Clube. Em 2010 sua sede é alterada para Nerópolis e disputa a Segunda divisão de 2010 e 2011 com o nome de Nerópolis Esporte Clube. Em 2012 o clube desistiu da competição e licenciou-se.
Em 2014 o clube voltou à cidade de origem e a adotar o nome de Itauçu Esporte Clube, disputando a Terceira Divisão daquele ano, sua última participação em competições profissionais.

## Títulos
| ESTADUAIS | ESTADUAIS                            | ESTADUAIS | ESTADUAIS  |
| --------- | ------------------------------------ | --------- | ---------- |
|           | COMPETIÇÃO                           | TÍTULOS   | TEMPORADAS |
|           | Campeonato Goiano - Terceira Divisão | 1         | 2006       |